# Cornelia Peels
Cornelia Peels (Eindhoven, 18 maart 1996) is een Nederlands voetbalspeelster. Van 2013 tot 2018 speelde zij voor PSV in de Benelegue en Eredivisie Vrouwen. Na een zware knieblessure stopte ze na vier seizoenenbij PSV.

## Statistieken
| Seizoen | Club   | Land      | Competitie | Wedstrijden | Doelpunten |
| ------- | ------ | --------- | ---------- | ----------- | ---------- |
| 2013/14 | PSV    | Nederland | BeNeLeague | 4           | 0          |
| 2014/15 | PSV    | Nederland | BeNeLeague | 21          | 0          |
| 2015/16 | PSV    | Nederland | Eredivisie | 8           | 0          |
| 2016/17 | PSV    | Nederland | Eredivisie | 3           | 0          |
| 2017/18 | PSV    | Nederland | Eredivisie | 2           | 0          |
| Totaal  | Totaal | Totaal    | Totaal     | 38          | 0          |

Laatste update: november 2020

## Interlands
Peels speelde negenmaal voor Oranje O17, en negentienmaal voor Oranje O19.